# Vmezeřená buňka

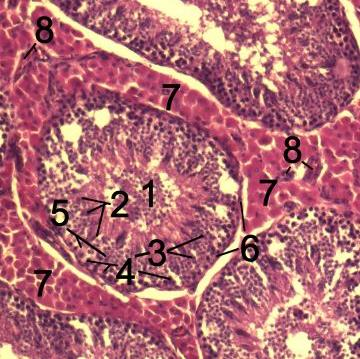
Leydigovy buňky (7) jsou evidentně vmezeřeny mezi semenotvornými kanálky varlat

Vmezeřená buňka (též intersticiální buňka) je velmi nekonkrétní označení pro buňku pojivové tkáně, která se vmezeřuje mezi ostatní buňky tkáně a často jim poskytuje podporu. K vmezeřeným buňkám patří namátkou v nervové tkáni neuroglie nebo ve varlatech tzv. Leydigovy buňky.